# Дрезденский трамвай
Дрезденский трамвай (нем. Straßenbahn Dresden) — трамвайная система немецкого города Дрездена.

Трамвай в Дрездене является основой транспортной системы города. История его развития началась в 1872 году с открытием конки от центра города до деревни Блазевиц, ныне районом Дрездена.
Ширина колеи необычная, составляет 1450 мм. Платформы сделаны вровень с уровнем пола трамваев.

## Подвижной состав
По состоянию на 2023 год в пассажирском движении используются 199 низкопольных сочлененных трамваев длиной от 30 до 45 метров с количеством секций от трех до семи. Последние вагоны типа Tatra T4D, долгое время составлявшего основу парка, отставлены от работы и переданы в музей в июне 2023 года.

## Грузовой трамвай
В 2000—2020 годах завод Фольксваген эксплуатировал два грузовых состава 60-метровой длины для перевозки грузов между товарной станцией Дрезден-Фридрихштадт и Стеклянной мануфактурой, которая расположена в центре города.